# Zygmunt Lisicki
Zygmunt Lisicki (ur. 26 lipca 1896 w Syniawie, zm. 19 grudnia 1957 w Poznaniu) – polski pianista, pedagog, animator kultury.

## Życiorys
Absolwent Państwowego Konserwatorium Muzycznego w Kijowie, a także Politechniki Kijowskiej. W 1920 roku po przyjeździe do Polski, osiedla się w Poznaniu, gdzie rozpoczyna pracę na stanowisku profesora klasy fortepianu w Państwowym Konserwatorium Muzycznym (jednym z jego uczniów był w latach 1921–1923 Karol Szafranek – był też oficjalnym opiekunem, niespełna 10-letniego wówczas Kazimierza Serockiego). W 1925 roku przeniósł się do Bydgoszczy, gdzie początkowo dawał prywatne lekcje gry na tym instrumencie, a następnie prowadził zajęcia w Miejskim Instytucie Muzycznym, którego w latach 1925–1927 był dyrektorem (dzięki jego staraniom w 1926 roku MIM otrzymał własny lokal, mieszczący się wówczas przy ul. Paderewskiego 32), a gdy w 1927 roku przestał on istnieć to w Miejskim Konserwatorium Muzycznym w latach 1927–1938. Jako pedagog, pracował też w Konserwatorium Muzycznym Pomorskiego Towarzystwa Muzycznego w Toruniu i ponownie w Państwowym Konserwatorium Muzycznym w Poznaniu, które 1 kwietnia 1946 roku zostało przemianowane na Państwową Wyższą Szkołę Muzyczną (jednym z jego uczniów był w tym okresie m.in. Artur Żalski}. Poza tym występował z recitalami fortepianowymi w kraju i za granicą. Zmarł 19 grudnia 1957 roku w Poznaniu i został pochowany 23 grudnia 1957 r. na Cmentarzu Junikowo tamże (kwatera 3-3-4)